# 李権武
李 権武（り けんぶ、리권무,1914–1986?）は、朝鮮民主主義人民共和国の軍人。延安派に所属。朝鮮戦争開戦時の第4師団長。

## 経歴
1914年、咸鏡北道で生まれる。青年時代に和龍で農業に従事。満州事変後、東満州の抗日活動に参加。
1936年、中国共産党に入党すると方虎山らと共に東方勤労者共産大学に留学。
1939年、延安に帰還し、抗日軍政大学東北幹部訓練組で学んだ。後に八路軍第359旅第718団作戦訓練参謀。
1942年、中共中央海外委員会研究班朝鮮組に配属。
1945年、朝鮮義勇軍第5支隊副支隊長。
1946年、帰国。朝鮮人民軍の建軍に参加し、同年7月1日の時点で保安局平安南道保安部副部長であった。
1947年、第1師団第1連隊長。同年末にソ連軍顧問と衝突して兵士に降格されたが、後に復帰した。
1948年3月、労働党中央委員会委員（第2回党大会）。同年10月、第4混成旅団長。
1949年、朝鮮人民軍少将。
1950年、第4師団長。同年6月、議政府方面に侵攻。同年7月、烏山の戦いでスミス支隊を、大田の戦いで第24師団を撃退する。朝鮮民主主義人民共和国英雄と国旗勲章第1級を受章。同年8月、釜山橋頭堡の戦いで再び第24師団と交戦して優勢に進攻したが、アメリカ軍の反撃を受け第4師団は再起不能となった。
1950年9月、第1軍団長。
1950年10月、平壌奪還作戦に参加。
1953年8月、労働党章則修正委員。
1954年7月、朝鮮人民軍中将。
1956年4月、労働党中央委員会委員（第3回党大会）。
1957年8月、最高人民会議第2期代議員当選、最高人民会議常任委員会委員。9月、朝鮮人民軍総参謀長、大将。
1958年1月21日、国旗勲章第1級を受章。同年2月25日、中国人民志願軍の撤収に伴い、志願軍司令員楊勇と共に防衛交代の連合命令に署名。
1958年3月、党中央全員会議拡大会議で重点討論対象として演壇に登り討論してから数日後に反党宗派の頭目の1人として監禁される。

## 人物
- 公正で、友好的で、賢く、有能で、謙虚で、優しいと考えられている[13]。誠実で勤勉な司令官であった[13]。李権武の部隊はよく訓練されており、作戦計画ははっきり準備され、よく実行された[13]。事務処理を嫌い、身体的に活発な李は、生まれながらの兵士やファイターで、優秀な戦術家であるが、師団レベルを上回っていない可能性がある[13]。
- アメリカ情報部の情報資料ファイルには、捕虜の証言によると、学者よりも活発なタイプで、教養があり、知的な人物に見えた[14]。中国語は流暢で、ロシア語は少し話すことができた[14]。
- 呂政によると、虎のような将官で知られていたという[12]。また李在雲という弟がいたが、延安派であった兄と違いパルチザン出身であった[12]。第88特別旅団におり、ソ連軍少尉の肩章をつけて帰国し、それ以降は指揮官として勤務していた[12]。1958年当時、第2集団軍第23海岸砲旅団長であったが、逮捕され、「兄・李権武と共に党と政府を転覆する武装暴動を陰謀した極悪人」に仕立て上げられて処刑されたという[12]。